# Cuisine ouest-africaine

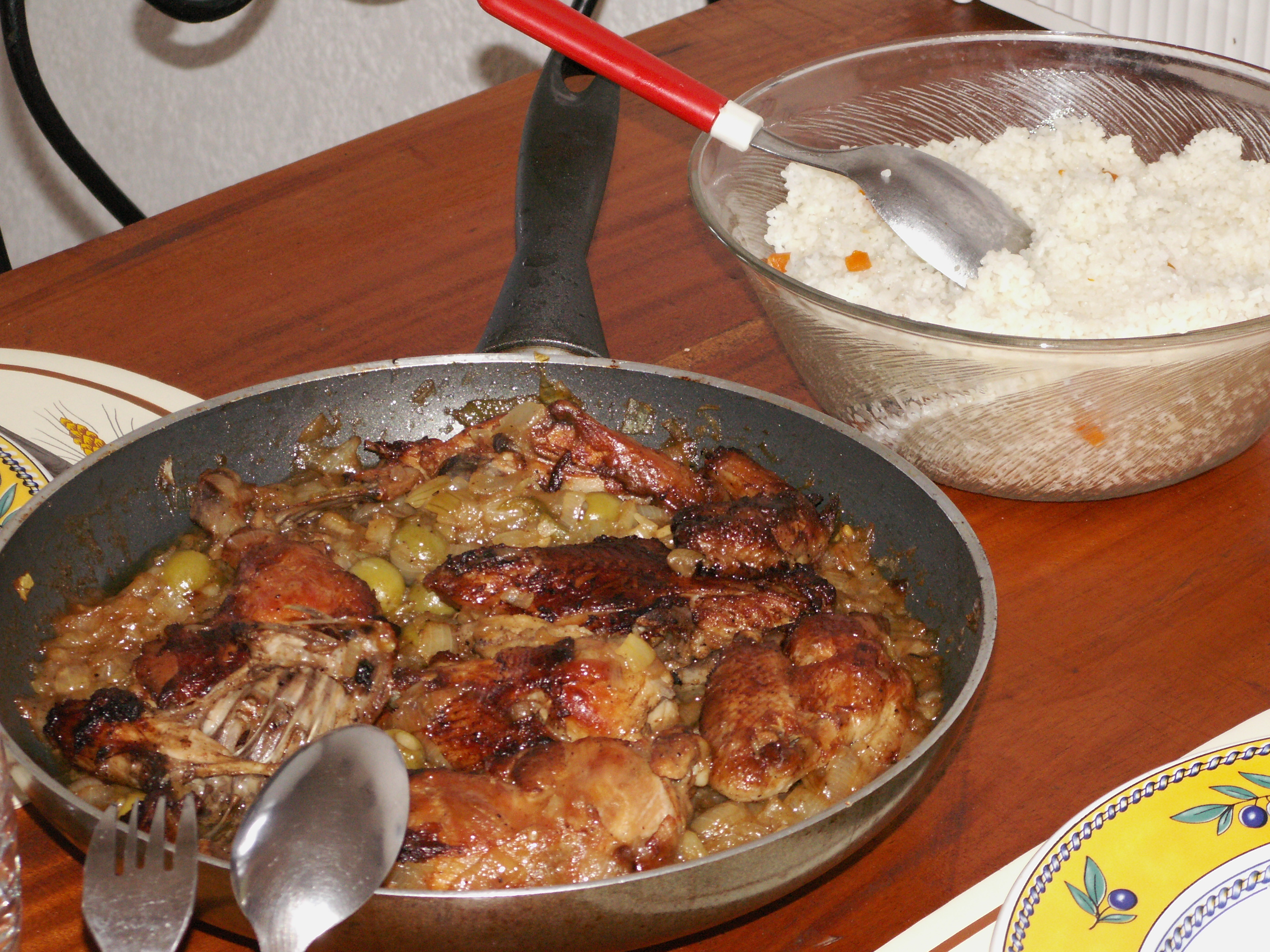
Poulet yassa sénégalais, un plat piquant et épicé apprécié dans toute la région de l'Afrique de l'Ouest.

La cuisine ouest-africaine englobe une gamme variée d'aliments répartis entre ses 16 pays. En Afrique de l'Ouest, de nombreuses familles cultivent leur propre nourriture, et au sein de chacune, il y a une répartition des tâches. Les aliments indigènes se composent d'un certain nombre d'espèces végétales et animales et sont importants pour ceux dont le mode de vie dépend de l'agriculture et de la chasse.
L'histoire de l'Afrique de l'Ouest joue également un rôle important dans la cuisine et les recettes, car les interactions avec différentes cultures (en particulier le monde arabe et, plus tard, les Européens) au cours des siècles ont introduit de nombreux ingrédients qui sont devenus des éléments clés des différentes cuisines nationales actuelles.

## Histoire
Au début de la période moderne, les explorateurs européens et les marchands d'esclaves ont influencé les cuisines régionales en Afrique de l'Ouest, mais seulement dans une zone restreinte. Cependant, ce sont les navires marchands et négriers européens qui ont apporté les piments, le maïs et les tomates du Nouveau Monde, et tous deux sont devenus des composants omniprésents des cuisines ouest-africaines, avec les cacahuètes, le manioc et les plantains. À leur tour, ces navires négriers transportaient des ingrédients africains vers le Nouveau Monde, notamment des doliques aux yeux noirs et du gombo.
À l'époque de la période coloniale, notamment lors de la ruée vers l'Afrique, les colons européens ont défini les frontières coloniales sans tenir compte des frontières, territoires ou différences culturelles préexistants. Cela a divisé les tribus et créé des colonies avec des styles culinaires différents. En conséquence, il est difficile de définir précisément, par exemple, la cuisine sénégalaise.

## Ingrédients

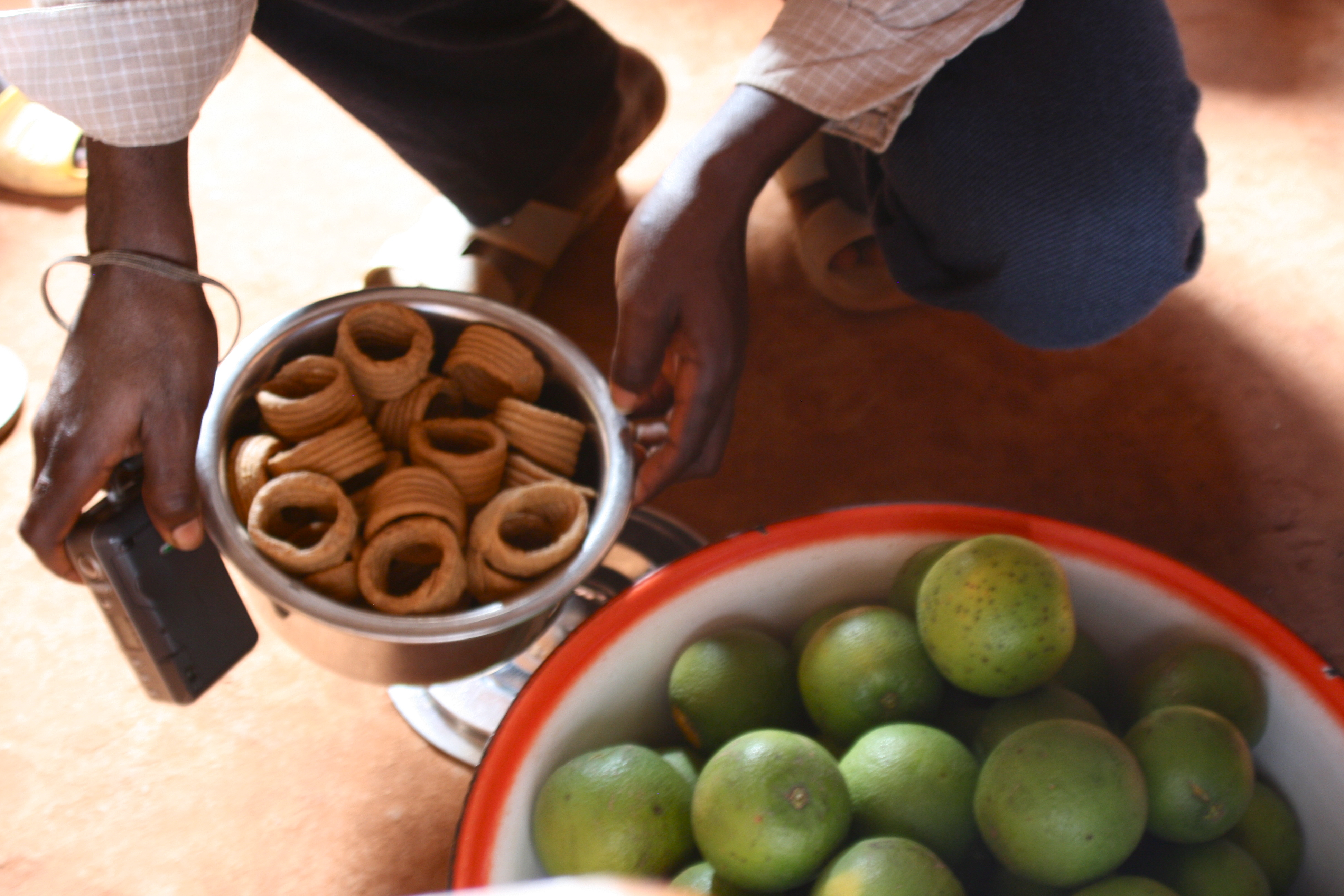
Kluiklui: anneaux de beurre de cacahuètes frits comme servi au Bénin.

Bien qu'il existe des différences évidentes entre les cuisines locales en Afrique de l'Ouest, il existe également de nombreux points communs, principalement dans les ingrédients utilisés.
De nombreux plats sont enrichis d'une base de tomates, d'oignons et de piments. Considérée comme une technique culinaire essentielle, voire "sacrée" dans la région, la combinaison de ces trois ingrédients sautés dans l'huile est analogue à des concepts similaires tels que la sainte trinité de la cuisine cajun et créole aux États-Unis, le sofrito utilisé dans le monde hispanophone, le soffritto en Italie et la mirepoix en France.
L'huile de cuisson la plus répandue est l'huile de noix de palme, traditionnellement associée aux régions côtières et qui apporte une couleur, une saveur et une texture particulières aux aliments, tandis que le beurre de karité est plus couramment utilisé dans le Sahel. Appelé karité en français, qui vient du mot arabe ghartī, il est apprécié pour la richesse de sa texture en bouche.

## Plats représentatifs
Certains plats sont très répandus dans la plupart des sociétés ouest-africaines, mais portent différents noms selon les endroits.

### Foufou

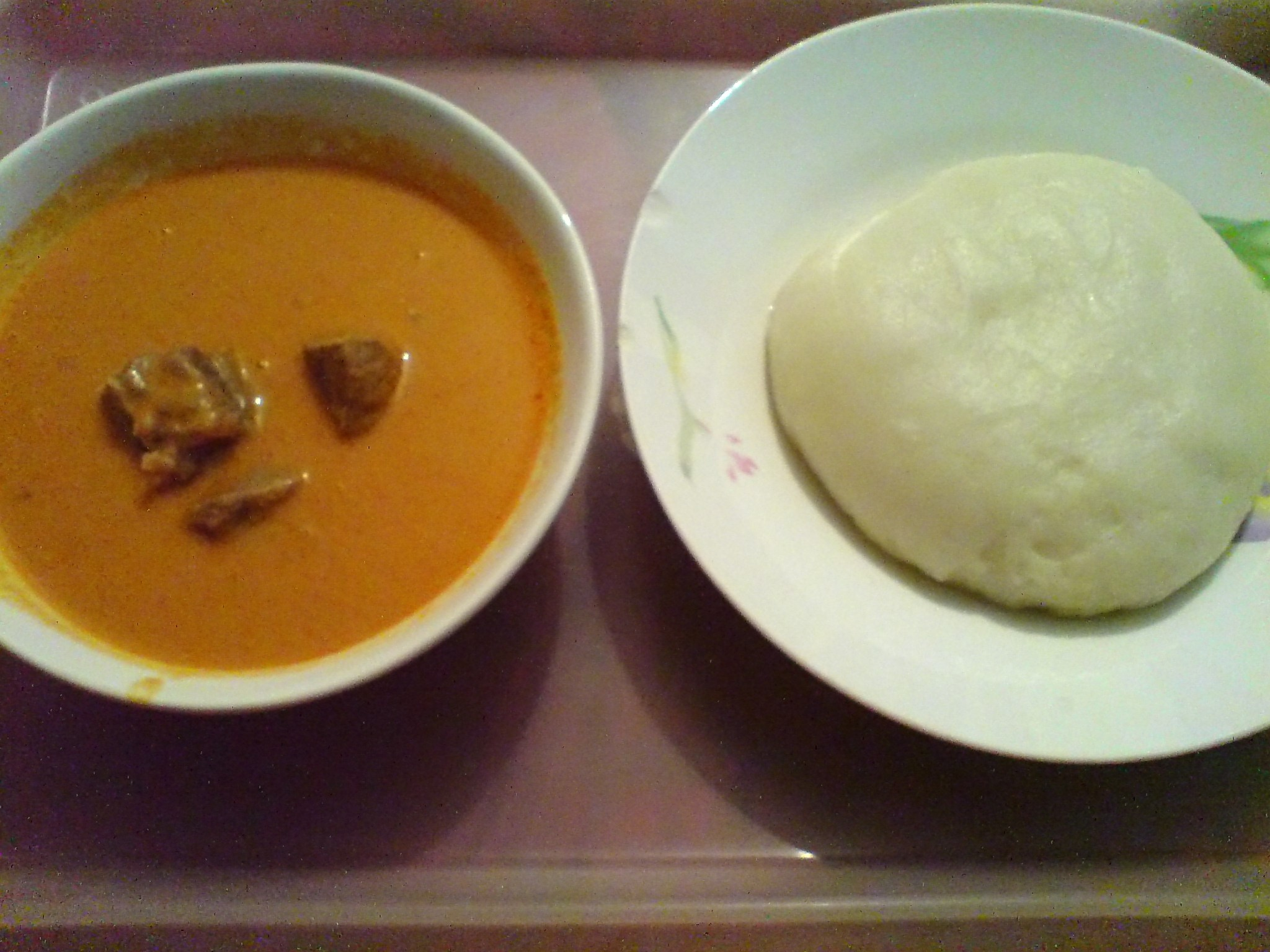
Une assiette de fufu accompagnée d'une soupe aux cacahuètes.

Comme ci-dessus, le fufu est généralement fabriqué à partir de manioc, d'ignames, et parfois combiné avec du taro, des plantains ou de la farine de maïs. Au Ghana, le fufu est principalement fabriqué à partir de manioc bouilli et de plantain non mûr battu ensemble, ainsi que de taro. Actuellement, ces produits ont été transformés en poudre/farine et peuvent être mélangés à de l'eau chaude pour obtenir le produit final, ce qui élimine la tâche de le battre dans un mortier avec un pilon jusqu'à l'obtention de la consistance désirée.
Ragoût d'arachide ( maafe ), (var. mafé, maffé, maff, sauce d'arachide , tigadèguèna ou tigadene ), est un ragoût à base d'arachide originaire du Mali et répandu dans une grande partie de l'Afrique de l'Ouest et très populaire au Mali, au Sénégal, en Gambie, en Guinée et en Côte d'Ivoire. Des variantes du maafe apparaissent dans la cuisine des nations d'Afrique de l'Ouest et d'Afrique centrale. Avec l'expansion significative de la culture de l'arachide pendant la période coloniale, le maafe est devenu un plat populaire dans toute l'Afrique de l'Ouest et jusqu'au Cameroun.
Les recettes du ragoût varient considérablement, mais le ragoût d'arachides est cuit avec une sauce à base d'arachides ( cacahuètes ), la trinité ouest-africaine de tomates, d'oignons et de piments, et les composants protéiques courants sont le mouton, le bœuf ou le poulet. Dans les régions côtières du Sénégal, le maafé est souvent fait avec du poisson. Le maafé est traditionnellement servi avec du riz blanc (en Sénégambie), du couscous (alors que l'Afrique de l'Ouest rencontre le Sahara) ou du fufu et des patates douces dans les régions plus tropicales.

### Riz Jolof

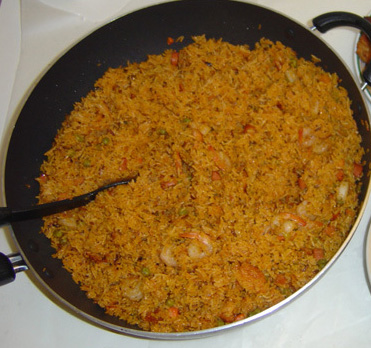
Riz Jolof.

Le riz Jollof, également appelé benachin, est un plat populaire dans toute l'Afrique de l'Ouest. Il est originaire du Sénégal mais s'est depuis répandu dans toute l'Afrique de l'Ouest, en particulier au Nigeria et au Ghana, parmi les membres de l'ethnie wolof, à l'origine du mot "jollof".
Il existe de nombreuses variétés de riz jollof. Les ingrédients de base les plus courants sont le riz, les tomates et la pâte de tomates, l'oignon, le sel et le poivron rouge. Au-delà de cela, presque tous les types de viande, de légumes ou d'épices peuvent être ajoutés.
La version sénégalaise du riz jollof est un peu différente et s'appelle ceebu jen, le plat national du Sénégal. Une variante, thiebou yapp, ou "riz à la viande" est faite avec du bœuf, du mouton ou d'autres viandes rouges.

## Liste des autres plats ouest-africains
- Igname pilée
- Sauce aux feuilles de patates douces
- Sauce graine
- Wagasi
- Yassa au poulet

## Étiquette
Les repas sont collectifs, les convives utilisent leurs doigts pour manger. L'eau a une signification rituelle très forte dans de nombreuses nations d'Afrique de l'Ouest (en particulier dans les régions sèches), et l'eau est souvent la première chose qu'un hôte africain offrira à son invité.

## Par pays
Pour des styles typiques, reportez-vous aux articles sur chaque cuisine nationale ou régionale :
- Cuisine béninoise
- Gastronomie du Burkina Faso
- cuisine capverdienne
- Cuisine gambienne
- Cuisine ghanéenne
- Cuisine de Guinée
- Cuisine bissau-guinéenne
- Cuisine ivoirienne (cuisine de Côte d'Ivoire)
- Cuisine libérienne
- Cuisine malienne
- Cuisine mauritanienne
- Gastronomie du Niger
- Cuisine nigériane
- Cuisine de Sainte-Hélène
- Cuisine sénégalaise
- Cuisine de la Sierra Leone
- Cuisine togolaise